# Орфоепічний словник

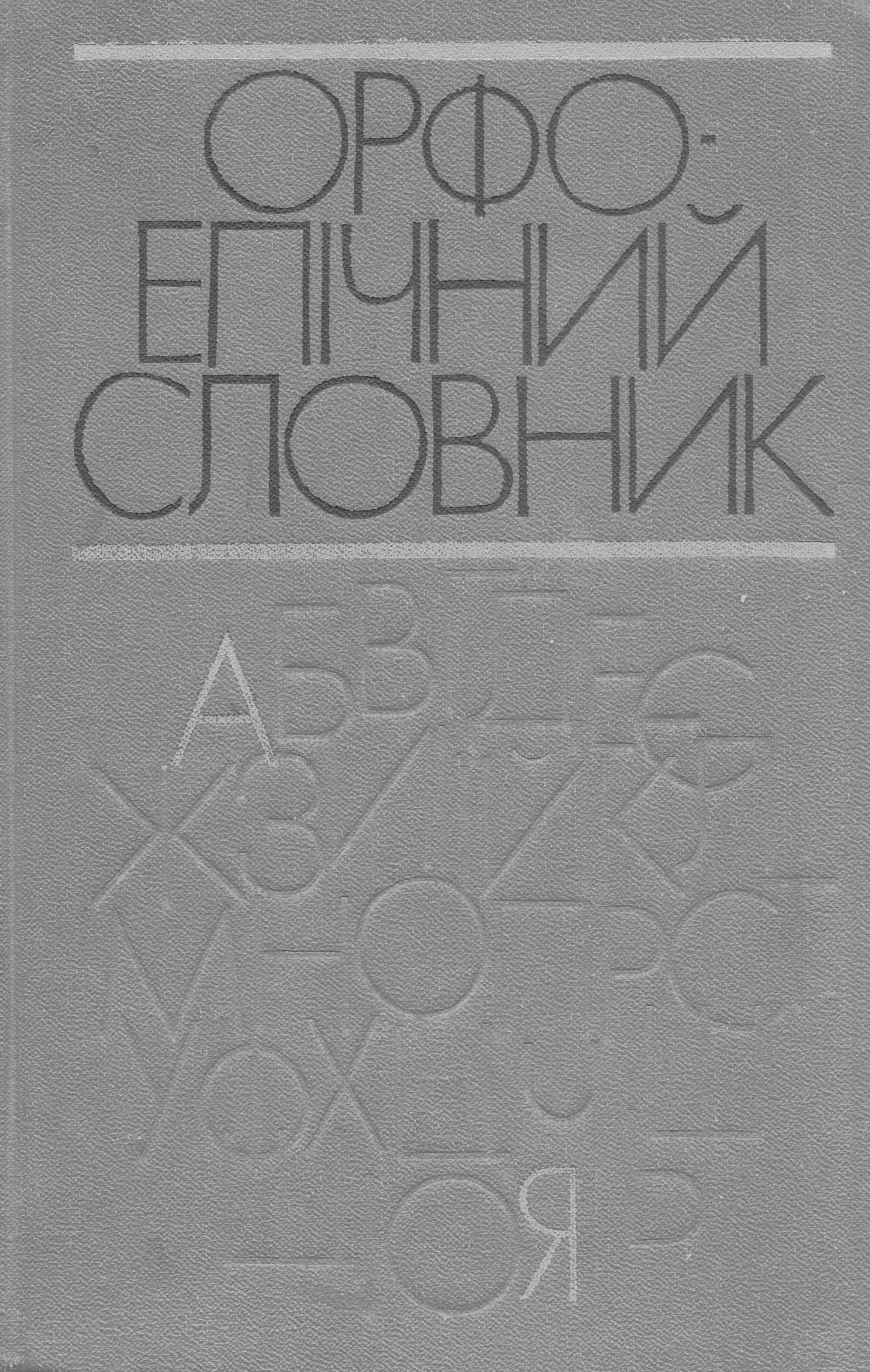
Орфоепічний словник (Київ, 1984)

Орфоепі́чний (ортоепі́чний) словни́к — словник, що містить у собі інформацію щодо правильної вимови слів та їхніх граматичних форм.
Цей словник відбиває орфоепічну норму, тобто сучасну йому літературну вимову й наголос. Відрізняється від тлумачного словника способом опису слова, оскільки розкриває слово лише в орфоепічному аспекті.
Завдання орфоепічного словника — піднесення культури усного мовлення для сприяння правильності та швидкості взаєморозуміння між людьми усуненням діалектних рис у мовців і оволодінням нормами української літературної мови.
Зразок орфоепічного словника — «Орфоепічний словник» Миколи Погрібного (1984), у вміст якого ввійшли 44 000 слів. У словнику подаються вимова й наголос слів відповідно до загальноприйнятих літературних норм.
Після проголошення незалежності України з'явилося двотомне видання «Орфоепічний словник української мови» (серія «Словники України»).